# Pematang Jering (Sei Suka)
Pematang Jering is een bestuurslaag in het regentschap Batu Bara van de provincie Noord-Sumatra, Indonesië. Pematang Jering telt 3529 inwoners (volkstelling 2010).